# クラッシュ・ギャルズ
クラッシュ・ギャルズ（Crush Gals）は、かつて存在した日本の女子プロレスラーのタッグチームの名称。

## 来歴
活動時期は全日本女子プロレスを中心に活躍した初期と、クラッシュ2000としてGAEA JAPANを中心に活躍した後期に二分される。
前期、後期ともに長与千種とライオネス飛鳥によるタッグチームである。初期活動期は、アイドルレスラーとして『炎の聖書』などのレコードをリリースするなど当時の女子プロレスにおいて絶大な人気を誇った。ダンプ松本、クレーン・ユウ（ユウ引退後はブル中野）、阿部四郎らの「極悪同盟」と激しい抗争を繰り広げた。

### クラッシュ・ギャルズ
タッグ結成のきっかけは、長与が先輩レスラーとの軋轢や、自身のファイトスタイルが受け入れられないことに失望し、引退するつもりでいた矢先に「どうせ辞めるのならやりたいことをやって辞めよう」と考え、当時社長から「試合がつまらない」と酷評され悩んでいた飛鳥と意気投合し、引退覚悟で行った試合である。その試合を評価した社長からタッグ結成を指示され、1984年8月に飛鳥と「クラッシュ・ギャルズ」を結成した。長与・飛鳥ともそれまではジャガー横田率いる「ダイナミック・ジャガーズ」の一員であった。それまでの女子プロレスに対して、男子プロレスのエッセンスを取り入れたファイトスタイルで、前田日明がクラッシャーとあだ名されていたことをうけて、「私たちはクラッシュ・ギャル（原文ママ）になる」と『週刊プロレス』誌上で宣言をした。当時のファイトスタイルは前田を意識したものであり、共同トレーニングや誌面対談もたびたび組まれていた。ふたりのトレーナーにはデイリースポーツの仲介で、極真会館の空手家でキックボクサーの山崎照朝がつき、殴打技や蹴り技を指導した。女子プロレスの新たな世界を作り出し、ベビーフェイスのタッグチームとして、ヒールの極悪同盟との抗争で女性ファンの人気を博し、ビューティ・ペア以来の大ブームを作り出すが、次第に人気の比重が長与に偏り、飛鳥が熟考の末に芸能活動の引退を申し出たため、1985年5月にはクラッシュ・ギャルズとしての活動を一時休止していた。
1989年に長与が引退し、1990年に飛鳥も引退したことにより、クラッシュ・ギャルズは解散となる。
特に全女時代のジャパングランプリ・フジテレビ杯やWWWA世界シングル王座他、幾多の長与対飛鳥のクラッシュ対決では、U系のような試合(キック、スープレックス、関節技)を心置きなく披露したり、名勝負を生み出して、コアなファンを魅了した。

### 単独活動期 - クラッシュ2000
その後、長与が復帰したことで、同じく飛鳥も復帰。それぞれが違う団体で活動もしており、飛鳥もヒールに転向していたため、再結成の機会が中々訪れなかったが、10年後の1998年12月27日、長与が設立したGAEA JAPANのマットに飛鳥が登場した。だが、完全にヒール化していた飛鳥は長与と敵対し、さらにはGAEA JAPANの乗っ取りを画策して運営権その他を含む会社の全権利を賭けることを要求し、1999年4月4日、横浜文化体育館大会にて会社の全権を賭して長与と飛鳥が10年ぶりの一騎討ちに持ち込んだ。結果、飛鳥が勝利し団体の全権利を獲得した。
その後、米国で肉体改造をした長与は、1999年9月15日の横浜文化体育館大会にて飛鳥に勝利し、団体の全権利を奪い返した。試合後、長与はクラッシュ・ギャルズ再結成を望んだが、飛鳥は拒否した。
2000年3月12日、後楽園ホール大会で長与と飛鳥がヒールユニットの暴挙を前に再結成に合意。
2000年5月14日、有明コロシアムにて開催されたGAEA JAPAN旗揚げ5周年大会にて、クラッシュ2000と改名して復活。
2005年4月3日、横浜文化体育館にてクラッシュ2000ファイナルマッチ&ライオネス飛鳥引退試合により、クラッシュ2000を永久封印する。その一週間後、2005年4月10日、後楽園ホールで長与が引退と同時にGAEA JAPANを解散することとなる。

### 再解散後
その後、長与は2014年に2度目の復帰を果たした一方、飛鳥は首の怪我によりレスラー復帰のオファーはすべて断っている。
2023年10月1日に『CRUSH GALS 40th Anniversary スペシャルライブ-THE TOP-』が横浜武道館で開催された。

## 合体技
ダブル・サソリ固め
初期の頃からの連携で、長与と飛鳥の2人が同時にサソリ固めを極める。
ダブル・正拳突き
初期の頃からの連携で、ロープに振った相手を長与と飛鳥が同時に向かい合い、相手の腹部めがけて腰を下ろした正拳突きを食らわせる。
ダブル・正拳突き＆手刀
『炎の聖書(バイブル)』のジャケットにもなったポーズから、飛鳥は手刀、長与は正拳突きをロープに振った相手に向かい合って食らわせる。全女後期からダブル・正拳突きがメインになり、あまり使用しなくなった技。
ダブル・手刀
クラッシュ結成時初期の頃のみの連携で、長与と飛鳥が向かい合って、上の手刀ポーズでロープに振った相手に食らわせる。長与はこの合体技以外にカウンター手刀は使用しない。
サンドイッチ・ラリアット
ロープに振った相手を長与と飛鳥が相手の前方・後方から挟み込むようにして同時にラリアットを食らわせる龍原砲の代表的な連携と同じ技。クラッシュ結成後期はフィニッシュホールドとしてムーンサルトプレス(ラウンディング・ボディ・プレス)と同様によく使用していた。
サンドイッチ・ニールキック
ジャンピング・ボム・エンジェルス結成時の山崎五紀&立野記代とのタッグ戦において初披露した連携で、ロープに振った相手に前方、後方から長与と飛鳥がニールキックを同時に挟むようにして浴びせる技。サンドイッチ・ラリアットのように決め技にはならずにいつの間にか使用しなくなったクラッシュ幻のツープラトン。
Wハワイアン・スマッシャー
クラッシュ2000の初戦で初公開された連携で、デスバレーボムのように相手を肩に担いで相手の首を固定し、そこを中心に相手を横向きに90度旋回させスタナーを食らわせるハワイアンスマッシャーという技を、2人が同時に繰り出す。
オーバー・ザ・クラッシュ
クラッシュ2000の初戦のフィニッシュを飾った技で、飛鳥がパワーボムの体勢に相手を抱え、投げ捨てると同時にコーナーポストに上った長与が飛びつき式ネックブリーカーを食らわせながら相手をマットに叩きつける技。

## ディスコグラフィ
全てビクターからリリース。

### シングル
| # | 発売日         | A/B面 | タイトル               | 作詞     | 作曲       | 編曲      | 規格品番 |
| - | -------------- | ----- | ---------------------- | -------- | ---------- | --------- | -------- |
| 1 | 1984年 8月21日 | A面   | 炎の聖書               | 森雪之丞 | 後藤次利   | 松下誠    | SV-7420  |
| 1 | 1984年 8月21日 | B面   | 熱風撫子               | 松井五郎 | 馬飼野康二 | 大谷和夫  | SV-7420  |
| 2 | 1985年 1月21日 | A面   | 嵐の伝説               | 森雪之丞 | 中崎英也   | 大谷和夫  | SV-7467  |
| 2 | 1985年 1月21日 | B面   | つま先までI Love You   | 松井五郎 | 中崎英也   | 米光亮    | SV-7467  |
| 3 | 1985年 4月25日 | A面   | 夢色戦士               | 森雪之丞 | 後藤次利   | 後藤次利  | SV-9014  |
| 3 | 1985年 4月25日 | B面   | 傷心ボーイ             | 森雪之丞 | 後藤次利   | 後藤次利  | SV-9014  |
| 4 | 1985年 8月21日 | A面   | 東京爆発娘!            | 森雪之丞 | 後藤次利   | 後藤次利  | SV-9051  |
| 4 | 1985年 8月21日 | B面   | HEALTHY                | 森雪之丞 | 後藤次利   | 後藤次利  | SV-9051  |
| 5 | 1986年 2月21日 | A面   | 日本美人               | 売野雅勇 | 林哲司     | 鷺巣詩郎  | SV-9089  |
| 5 | 1986年 2月21日 | B面   | ガラスのファニーボイス | 沙哩南   | 伊藤銀次   | 伊藤銀次  | SV-9089  |
| 6 | 1986年 7月21日 | A面   | イッキにRock'n Roll    | 森浩美   | 吉実明宏   | G.Rottger | SV-9149  |
| 6 | 1986年 7月21日 | B面   | Run!                   | 三浦徳子 | D.Bohlen   | G.Rottger | SV-9149  |

### アルバム
1. SQUARE JUNGLE（1984年10月5日）
2. 〜熱血の記録〜 ドキュメント!（1985年2月21日）
3. HEALTHY（1985年9月5日）
4. BEST OF CRUSHGALS CRUSH A GO GO!!（1985年11月21日）
5. TWIN BEAT（1986年9月5日）
6. FOREVER CRUSH GALS（1987年3月14日）
7. サイコー!ワンダーランド（1988年8月10日）※ミニアルバム
8. BEAT GOES ON（1988年12月16日）※ミニアルバム
9. メモリアル・コレクション〜クラッシュ・ザ・ベスト〜（1989年11月21日）

## テレビ出演

### クラッシュ・ギャルズ時代
- オレたちひょうきん族（1984年、1985年）- ひょうきんベストテンにて数回出演
- 毎度おさわがせします 第1シリーズ（1985年、TBS系）本人役で準レギュラー出演。
- 森田一義アワー 笑っていいとも!（1985年2月26日）- テレフォンショッキング
- '85FNS歌謡祭（フジテレビ系）優秀歌謡音楽賞を受賞し、第4弾シングル「東京爆発娘!」を歌唱。
- 夜のヒットスタジオDELUXE（フジテレビ系）2回出演し、「日本美人」などを歌唱。
- TVオバケてれもんじゃ 第1話「ザンゲの神様 クラッシュも真っ青!!」（1985年、フジテレビ系）
- お正月だよ!クイズダービー（1986年、TBS系）紋付き袴を着用し、賭け手として出場。

### クラッシュ2000時代
- ライオンのごきげんよう（フジテレビ系）
- めちゃ×2イケてるッ!（フジテレビ系）「格闘女神MECHA」コーナーで“極楽同盟”と対戦。

### 40周年時
- 行列のできる相談所（日本テレビ、2023年8月20日）

## ラジオ出演
- クラッシュギャルズ旋風（文化放送）

## その後
- 2009年7月9日の「NOSAWA BOM-BA-YE 5」（NOSAWA自主興行）では、クラッシュ・ギャルズ結成25周年を記念し、長与みのる&ライオネス高山によるオマージュユニット「クラッシュ2009」が結成された。対戦相手もダンプ菊&ブル坂井による極悪同盟のオマージュで、レフェリーも阿部四郎が務めた（阿部はこの試合を最後にレフェリー引退）。
- プロレスリングWAVEでは、渋谷シュウとチェリーのタッグチームとしてクラッシュ・ギャルズを捩った「クラシック・ギャルズ」が活動しており、2人が揃って入場時に着用するTシャツには長与の直筆サインが入れられている[14]。
- デビュー時からクラッシュ・ギャルズの2人とは仲良しでライバルでもあるダンプ松本は、プライベートでは2人共お互いに仲が良くないと度々インタビュー等で語っている。
- 長与の愛弟子でもある彩羽匠が、Sareeeとのユニット「スパーク・ラッシュ（Spark Rush）」の名称は「スーパー・クラッシュ（Super Crush）」からきている。

## 関連書籍
- 1985年のクラッシュ・ギャルズ